# 歐文斯營地 (加利福尼亞州)
歐文斯營地（英語：Camp Owens）是位於美國加利福尼亞州克恩縣的一個非建制地區。該地的面積和人口皆未知。

## 地理
歐文斯營地的座標為35°46′07″N 118°25′51″W / 35.76861°N 118.43083°W，而該地的平均海拔高度為822米（即2697英尺）。